# Onibaba

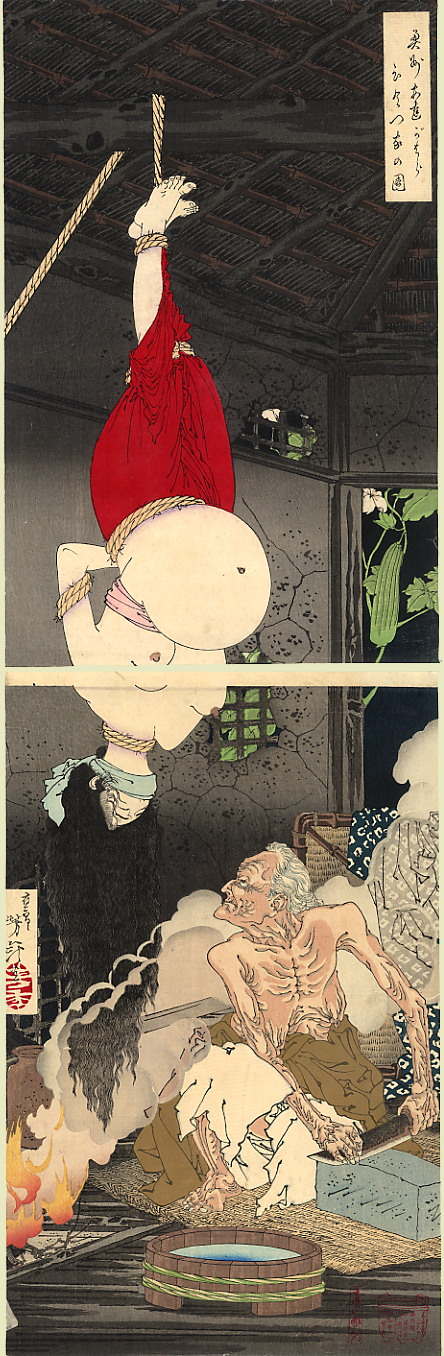
Tsukioka Yoshitoshi, The Lonely House, settembre 1885. La stampa raffigura la Strega di Adachi, che si diceva bevesse il sangue dei bambini non ancora nati.

Onibaba (鬼婆? lett. "demone strega") è un oni del folclore giapponese e uno yōkai affamato di carne umana, che cela la sua vera identità sotto le sembianze di una donna anziana. Conosciuta anche con i nomi di "Demone-strega", "Vecchia strega", "Donna della montagna", "Goblin di Adachigahara" e "Kurozuka", l'Onibaba ha molte storie dietro il suo nome.

## Caratteristiche
L'Onibaba ha l'aspetto di una vecchia raggrinzita. Alcune delle sue caratteristiche principali sono l'aspetto trasandato e una bocca enormemente grande. È solitamente raffigurata mentre impugna un coltello o mentre fila seduta. Generalmente nasconde la sua natura demoniaca per infondere un senso di sicurezza nelle sue vittime.
La donna dalla quale si generò l'Onibaba sembra vivesse in una caverna o in una piccola casa nei dintorni di Adachigahara (安達が原? lett. "la brughiera di Adachi") e morì lì vicino, in un posto chiamato Kurozuka (黒塚?). Esiste un piccolo museo ad Adachigahara che sembra conservi il calderone e il coltello utilizzato sulle sue vittime.

## Rappresentazione

### Storia
Una delle versioni della storia della creazione dell'Onibaba narra di una bambina proveniente da una ricca famiglia che, sebbene fosse in salute, all'età di 5 anni non aveva ancora pronunciato una parola. La famiglia preoccupata si rivolse ad un medico il quale disse loro che l'elemento fondamentale per la cura era il fegato di un bambino non ancora nato. Il compito della ricerca del fegato fu affidato alla tata della bambina la quale, dopo aver regalato alla figlia, coetanea della bambina, un omamori, partì alla ricerca del fegato. Dopo settimane e mesi di ricerca la tata, stanca, decise di ritirarsi ad Adachigahara ed aspettare l'arrivo di una donna incinta. Trascorsero molti anni prima che una donna in attesa passasse dalla, oramai vecchia, tata; a quel punto la donna appese la sua vittima e strappò il fegato del feto. Solo allora la vecchia vide che la donna possedeva lo stesso omamori che anni prima aveva regalato alla figlia. Resa folle dalla scoperta, la vecchia diventò uno yokai che da allora attacca e si ciba dei passanti.
In un'altra versione della storia, la tata decide di partire non per dovere ma per l'amore che provava per la bambina; in questa storia la tata non ha figli e la cura è il fegato di una donna incinta.

### Il NōKurozuka
Esiste uno spettacolo Nō dal nome Kurozuka che racconta la storia di due sacerdoti che si fermano alla capanna dell'Onibaba ad Adachi. L'Onibaba, nella sua forma umana, li lascia entrare e gentilmente gli racconta della sua solitudine mentre lavora a maglia. Più tardi si allontana per cercare della legna da ardere, non senza aver avvertito i due sacerdoti di non guardare nella camera interna della capanna. Curiosi, gli ospiti disobbediscono all'ordine e scoprono una stanza piena di ossa e resti di cadaveri. I sacerdoti si resero conto che la donna era il goblin di Adachi. Sul punto di fuggire, i due rincontrano la vecchia indignata e nella sua forma demoniaca. I sacerdoti riescono a fuggire solo grazie alle loro preghiere buddhiste.

### Il filmOnibaba
Nel 1964, lo sceneggiatore Kaneto Shindō realizzò il film Onibaba basato su un'antica favola Buddhista intitolata Una maschera di carne spaventa una moglie. La favola racconta di una donna che, gelosa della nuora, indossa una maschera da demone per spaventarla ed impedirle di incontrare il suo amore. Il piano della donna fallisce perché l'amore della nuora è talmente forte da superare la paura del presunto demone. Come punizione, Buddha, lega in modo permanente la maschera alla donna.

## La trasformazione dell'Onibaba
Nei tempi moderni, in contraddizione all'aspetto del demone nelle leggende, esistono nuove interpretazioni dell'Onibaba. Un esempio è Bappy-chan, la mascotte Onibaba dell'Adachigahara Furusatomura Village, una meta turistica giapponese che è una copia fedele di un antico villaggio giapponese. Sebbene la mascotte presenti le tipiche corna e zanne il suo viso è disegnato in modo tale da darle un'aria tenera e allegra. Il villaggio vende merchandising di Bappy-chan e offre persino una Onibaba virtuale che è possibile scaricare dal loro sito.
Un altro esempio della trasformazione dell'Onibaba avviene nell'anime e manga Kurozuka. In questa versione la storia assomiglia a quella della commedia Nō, con un'unica differenza: uno dei due uomini, un signore feudale, invece di scappare rimane perché innamorato del demone la quale lo trasforma in un vampiro grazie ai suoi poteri.

## Uso comune della parola “Onibaba”
In Giappone la parola Onibaba non si riferisce solamente al demone della tradizione. Sebbene la parola si traduca letteralmente come demone/strega/orco, può anche riferirsi ad una strega o ad una vecchia avara e dispettosa, termagante, oppure virago.